# Craterus van Macedonië
Craterus (Krateros), was een gunsteling van koning Archelaüs I van Macedonië. Tijdens een jachtpartij bracht hij de koning om het leven en werd voor korte tijd (399 v.Chr.) zijn opvolger.
Wat betreft de motieven voor deze misdaad lopen de meningen uiteen: was het uit ziekelijke ambitie of uit walging voor Archelaüs' wangedrag? Of was het, hetgeen boze tongen beweren, gewoon uit wraak, omdat Archelaüs een vroegere belofte om zijn dochter aan Craterus uit te huwelijken niet had uitgevoerd? Na vier dagen werd hij vermoord en werd Orestes van Macedonië koning.